# Poble espanyol
 (février 2024).
Si vous disposez d'ouvrages ou d'articles de référence ou si vous connaissez des sites web de qualité traitant du thème abordé ici, merci de compléter l'article en donnant les références utiles à sa vérifiabilité et en les liant à la section « Notes et références ».
Le Poble Espanyol (nom catalan) ou Pueblo Español (nom espagnol), dont le nom signifie « village espagnol », est un musée à l'air libre situé sur la montagne de Montjuïc, dans la ville de Barcelone.

## Présentation
Le musée occupe une surface totale de 49 000 m2 et rassemble des reproductions grandeur nature de bâtiments, places et rues représentatives de plusieurs villes espagnoles, situées dans quinze des actuelles communautés autonomes d'Espagne.

## Histoire
Le village est construit pour l'exposition internationale de 1929. Il se veut alors une synthèse de la richesse architecturale et culturelle de l'Espagne. 
L'idée est soutenue par l'architecte catalan Puig i Cadafalch et le projet est réalisé par les architectes Francesc Folguera et Ramon Reventós avec la participation du critique d'art Miquel Utrillo et du peintre Xavier Nogués. Tous entreprennent différents voyages à travers la péninsule afin de recueillir le matériel iconographique. Durant leur périple, ils prennent des centaines de photos et de notes et réalisent une grande quantité de dessins, ce qui leur permet d'élaborer parfaitement la base de l'idée qu'ils veulent exprimer. Au total, les artistes visitent mille six cents localités. 
Le but du Poble n'est pas de réunir une collection de chefs-d'œuvre de l'architecture espagnole mais plutôt de construire un village qui serait une synthèse de l'Espagne monumentale. C'était une manière d'avoir l'Espagne au sein de la Catalogne.
Appelé initialement Iberona, le site est rebaptisé Pueblo Español dans une Espagne alors sous la dictature de Primo de Rivera.
Si dans un premier temps il est prévu de ne conserver la construction que pendant la durée de l'exposition, le succès rencontré auprès du public permet son maintien jusqu'à aujourd'hui.

## Description

### Bâtiments
il compte 117 bâtiments provenant de quinze communautés autonomes d'Espagne :
- Andalousie ;
- Aragon ;
- Asturies ;
- Cantabrie ;
- Castille-La Manche ;
- Castille-et-Léon ;
- Madrid ;
- Murcie ;
- Navarre ;
- Pays basque ;
- Îles Baléares ;
- Galice ;
- Estrémadure ;
- Communauté valencienne ;
- Catalogne ;

Les communautés autonomes de La Rioja et des îles Canaries ne sont pas représentées. La Rioja parce qu'elle n'existait pas en tant que communauté autonome indépendante à cette époque et la communauté autonome des îles Canaries parce que la visiter aurait entraîné des frais de voyages incompatibles avec le budget limité disponible. 

### Le musée Fran Daurel
Il s'agit d'une collection privée ouverte au public qui réunit trois-cents œuvres d'auteurs incontournables de l'art contemporain comme Picasso, Dalí, Miró, Tàpies, Barceló, Guinovart et Amat, parmi beaucoup d'autres. Peintures, sculptures, tapis, dessins et pièces en céramique sont rassemblés dans ce musée qui comprend, en outre, un jardin sculptural — réunissant 41 sculptures de grand format — dans lequel art et nature se mêlent harmonieusement. 
Céramique Picasso
L'activité de céramiste de Picasso se déroule entre 1947 et 1962. Certaines pièces sont exposées au musée Fran Daurel et correspondent aux années 1950 et 1960.

### Le Théâtre
Le Poble Espanyol a un théâtre qui organise régulièrement des animations pour les enfants: spectacles, danse, musique, clowns ou marionnettes. Լ՛école supérieure d'art dramatique de Barcelone également se produit de temps en temps à ce théâtre.

### Le Tablao de Carmen
Situé au sein même du Village Espagnol (Poble Espanyol), le Tablao de Carmen a été fondé en 1988 dans le Poble Espanyol en hommage à la grande danseuse de flamenco Carmen Amaya à l'endroit même où elle dansa pour le roi, Alphonse XIII, lors de l'inauguration de l''Exposition Internationale de Barcelone en 1929. Aujourd'hui Լe Tablao de Carmen est un restaurant-théâtre de flamenco très prisé, offrant à ses visiteurs l'un des meilleurs spectacles de flamenco de Barcelone, accompagné d'un délicieux menu de tapas. Une partie de la collection photographique originale de Carmen Amaya est présentée au Tablao de Carmen. Lors d'occasions spéciales, les visiteurs peuvent entendre la guitare de son mari Juan Antonio Agüero (de Santos Hernández 1930), qui fait partie du patrimoine de la famille fondatrice de Tablao de Carmen. 

### Activités pour les enfants
En plus des spectacles qui ont lieu chaque semaine au théâtre, Poble Espanyol propose d’autres activités pour les enfants: des ateliers (tous les dimanches du matin), le Festival des marionnettes TOT (au mois de mars), des crèches vivantes à Noël et des spectacles familiaux tout au long de l’année (comme Carnavals,  Santa Eulalie de Barcelone, Fiesta Major et Festival de La Mercè).